# دیوید راوین
دیوید راوین (انگلیسی: David Raven؛ زادهٔ ۱۰ مارس ۱۹۸۵) بازیکن فوتبال اهل انگلستان است. وی در پست دفاع راست یا وسط بازی می‌کند.
از باشگاه‌هایی که در آن بازی کرده‌است می‌توان به باشگاه فوتبال کارلایل یونایتد، باشگاه فوتبال ترانمره راورز، باشگاه فوتبال شروزبری تاون، باشگاه فوتبال لیورپول، و باشگاه فوتبال ترانمره راورز اشاره کرد.
وی همچنین در تیم‌های ملی فوتبال ۱۸، ۱۹ و ۲۰ سال انگلستان بازی کرده‌است.